# Legio I Pontica
Legio I Pontica (I Понтійський легіон) — римський легіон часів пізньої імперії.

## Історія
Створено імператором Діоклетіаном у 288 році на території Римської Вірменії. Спочатку використовувався для придушення виступів в Ісаврії. Відомий по згадці префекта легіону Тита Аврелія Віктора.
У 297 році переведено до новоутвореної провінції Понту Полемонійського. Основною базою легіону стає велике місто Трапезунд, де змінив вексиларіїв XV Аполлонієвого легіону. З цього моменту виконував обов'язки лімітанів (прикордонних військ) для захисту від нападу кочовників. Водночас забезпечував тили римлянам під час війн з Персією Сасанідів.
Наприкінці IV ст. кількість легіону зменшено до 2000 легіонерів. Відповідно до Переліку почесних посад (Notitia dignitatum) легіон все ще перебував на початку V ст. у Трапезунді. Продовжував існувати за перших імператорів Східної Римської імперії. Підпорядковувався дуксу Вірменії.